# Touched with Fire (película de 2015)
Touched with Fire es una película estadounidense de 2015 dirigida y escrita por Paul Dalio y protagonizada por Katie Holmes, Luke Kirby, Christine Lahti, Griffin Dunne y Bruce Altman. Relata la historia de dos poetas con trastorno bipolar que se conocen en un hospital psiquiátrico y se enamoran y está basada en las experiencias del propio director con este trastorno. El filme fue estrenado en febrero de 2016.

## Reparto

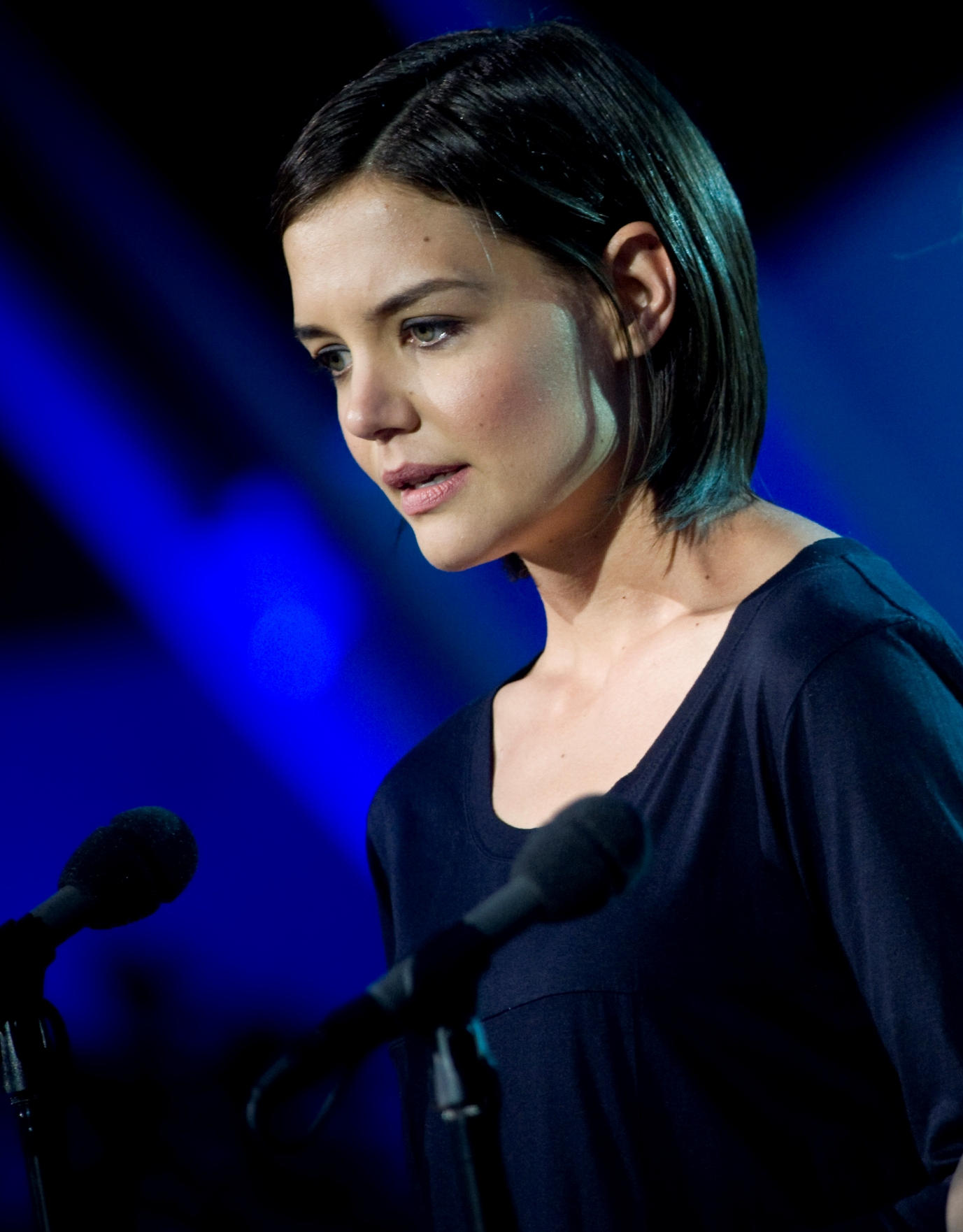
La actriz Katie Holmes protagonizó el filme

- Katie Holmes es Carla
- Luke Kirby es Marco
- Christine Lahti es Sara
- Griffin Dunne es George
- Bruce Altman es Donald
- Alex Manette es Eddy
- Edward Gelbinovich es Nick Quadri
- Daniel Gerroll es el Dr. Lyon
- Genevieve Adams es Susan
- Rob Leo Roy es Gary

## Recepción
En el sitio Rotten Tomatoes el filme tiene una aprobación del 67%. David Ehrlich de la revista Rolling Stone elogió a la película y al director: Escrita, dirigida, editada, musicalizada y parcialmente vivida por el cineasta bipolar Paul Dalio, este intenso drama romántico existe únicamente para demostrar que su supuesto "trastorno" no es un defecto deshumanizado. Para Brad Wheeler de The Globe and Mail: El guion de Dalio no siempre es tan fluido como el trabajo de cámara, pero un aire de tranquila autenticidad debería dejar al público conmovido, en el buen sentido.